# NGC 4275
NGC 4275 (również PGC 39728 lub UGC 7382) – galaktyka spiralna (Sb), znajdująca się w gwiazdozbiorze Warkocza Bereniki. Odkrył ją William Herschel 11 kwietnia 1785 roku.